# Dimitri Van den Bergh
Dimitri Barbara Peter Van den Bergh (* 8. července 1994 Antverpy) je belgický profesionální hráč šipek hrající turnaje PDC. Je dvojnásobným juniorským mistrem světa a šampionem World Matchplay poté, co při své premiéře na turnaji v roce 2020 ve finále porazil Garyho Andersona 18–10. Druhý major titul získal v roce 2024 na UK Open.

## Kariéra v BDO
V roce 2013 vyhrál British Teenage Open poté, co ve finále zdolal Billyho Longshawa 3–0. O dva měsíce později ovládl 16. PDC Challenge Tour výhrou 4–0 nad Reecem Robinsonem.

## Kariéra v PDC

### 2014
V roce 2014 se zúčastnil PDC Q School, kde se neúspěšně pokusil získat profesionální kartu. Obdržel nicméně status přidruženého člena asociace PDC, čímž získal přístup na UK Open a kvalifikace European tour. Van den Bergh se díky tomu kvalifikoval na German Darts Championship, kde prohrál v prvním kole. Během roku 2014 vyhrál tři juniorské tituly a dostal se do osmifinále mistrovství světa hráčů do 21 let. Konec roku završil jako světová juniorská jednička, díky čemuž získal profesionální kartu pro další dva roky.

### 2015
Van den Bergh získal dva tituly v PDC Development Tour. Poprvé se dostal do osmifinále turnaje PDC, když ve třetím podniku Players Championship nestačil až na Mensura Suljoviće, se kterým prohrál 5–6. Ve třech turnajích European Tour postoupil do 2. kola. Jeho prvním televizním turnajem bylo World Series of Darts Finals, kde ho ale v prvním kole porazil 6–3 Max Hopp.

### 2016
Kvalifikoval se na PDC Mistrovství světa v šipkách, kde postoupil do druhého kola, ve kterém byl nad jeho síly Benito van de Pas. Dále vyhrál 14. PDC Development Tour, ve finále porazil Steva Lennona 4–2. Na 15. podniku Players Championship dosáhl na své tehdejší nejlepší umístění, kdy došel až do semifinále, ve kterém ho porazil Michael van Gerwen poměrem 6–2. V semifinále juniorského mistrovství světa ho 6–3 porazil Corey Cadby. Kvalifikoval se na Grand Slam of Darts, kde ve skupině 2 zápasy vyhrál a 1 prohrál. O druhé postupové místo se dělil s Robertem Thorntonem, rozhodujících devět šipek ale lépe vyšlo soupeři, který vyhrál poměrem 345–340.

### 2017–2020
Na mistrovství světa 2017 neprošel přes 1. kolo, kde ho porazil Cristo Reyes 3–2. Na 1. podniku World Series of Darts v roce 2018 v Německu porazil ve čtvrtfinále Michaela van Gerwena 8–3 a v semifinále Garyho Andersona 8–7, nestačil až na Mensura Suljoviće, který turnaj vyhrál poměrem 8–2. Po odstoupení Garyho Andersona z Premier League v roce 2019 byl Van den Bergh vybrán jako jeden z devíti náhradníků. Nakonec odehrál jeden zápas, v 8. večeru uhrál remízu 6–6 s Jamesem Wadem.

## Výsledky na mistrovství světa

### PDC
- 2016: Druhé kolo (porazil ho Benito van de Pas 2–4)
- 2017: První kolo (porazil ho Cristo Reyes 2–3)
- 2018: Čtvrtfinále (porazil ho Rob Cross 4–5)
- 2019: Třetí kolo (porazil ho Luke Humphries 1–4)
- 2020: Čtvrtfinále (porazil ho Nathan Aspinall 3–5)
- 2021: Osmifinále (porazil ho Dave Chisnall 2–4)
- 2022: Druhé kolo (porazil ho Florian Hempel 1–3)
- 2023: Semifinále (porazil ho Michael van Gerwen 0–6)
- 2024: Druhé kolo (porazil ho Florian Hempel 2–3)
- 2025: Třetí kolo (porazil ho Callan Rydz 0–4)

## Finálové zápasy

### Major turnaje PDC: 4 (2 tituly)
| Legenda                            |
| ---------------------------------- |
| World Matchplay (1–1)              |
| UK Open (1–0)                      |
| World Series of Darts Finals (0–1) |

| Výsledek  | No. | Rok  | Turnaj                       | Soupeř         | Skóre     |
| --------- | --- | ---- | ---------------------------- | -------------- | --------- |
| Vítěz     | 1.  | 2020 | World Matchplay              | Gary Anderson  | 18–10 (l) |
| Finalista | 2.  | 2021 | World Matchplay              | Peter Wright   | 9–18 (l)  |
| Finalista | 2.  | 2021 | World Series of Darts Finals | Jonny Clayton  | 6–11 (l)  |
| Vítěz     | 2.  | 2024 | UK Open                      | Luke Humphries | 11–10 (l) |

### Světová série PDC: 4 (2 tituly)
| Legenda                     |
| --------------------------- |
| World Series of Darts (2–2) |

| Výsledek  | No. | Rok  | Turnaj               | Soupeř               | Skóre    |
| --------- | --- | ---- | -------------------- | -------------------- | -------- |
| Finalista | 1.  | 2018 | German Darts Masters | Mensur Suljović      | 2–8 (l)  |
| Vítěz     | 1.  | 2022 | Nordic Darts Masters | Gary Anderson        | 11–5 (l) |
| Vítěz     | 2.  | 2022 | Dutch Darts Masters  | Dirk van Duijvenbode | 8–2 (l)  |
| Finalista | 2.  | 2023 | Poland Darts Masters | Michael van Gerwen   | 3–8 (l)  |

## Výsledky na turnajích

### PDC
| Turnaj                          | 2014              | 2015              | 2016              | 2017              | 2018              | 2019              | 2020              | 2021           | 2022           | 2023           | 2024           | 2025           |
| ------------------------------- | ----------------- | ----------------- | ----------------- | ----------------- | ----------------- | ----------------- | ----------------- | -------------- | -------------- | -------------- | -------------- | -------------- |
| Hodnocené televizní turnaje     |                   |                   |                   |                   |                   |                   |                   |                |                |                |                |                |
| Mistrovství světa               | DNQ               | DNQ               | 2R                | 1R                | QF                | 3R                | QF                | 4R             | 2R             | SF             | 2R             | 3R             |
| World Masters                   | Nekvalifikoval se | Nekvalifikoval se | Nekvalifikoval se | Nekvalifikoval se | Nekvalifikoval se | Nekvalifikoval se | Nekvalifikoval se | 1R             | 2R             | 1R             | SF             | SF             |
| UK Open                         | Nekvalifikoval se | Nekvalifikoval se | Nekvalifikoval se | Nekvalifikoval se | 1R                | 6R                | QF                | 4R             | 5R             | SF             | W              | 6R             |
| World Matchplay                 | Nekvalifikoval se | Nekvalifikoval se | Nekvalifikoval se | Nekvalifikoval se | Nekvalifikoval se | Nekvalifikoval se | W                 | F              | SF             | 2R             | QF             |                |
| World Grand Prix                | Nekvalifikoval se | Nekvalifikoval se | Nekvalifikoval se | Nekvalifikoval se | Nekvalifikoval se | 1R                | 2R                | 1R             | QF             | 1R             | SF             |                |
| Mistrovství Evropy              | Nekvalifikoval se | Nekvalifikoval se | Nekvalifikoval se | 1R                | DNQ               | 1R                | DNQ               | DNQ            | 2R             | 1R             | DNQ            |                |
| Grand Slam of Darts             | DNQ               | DNQ               | RR                | DNQ               | QF                | RR                | SF                | WD             | DNQ            | DNQ            | 2R             |                |
| Players Championship Finals     | DNQ               | DNQ               | 2R                | DNQ               | 1R                | 1R                | 1R                | 2R             | 3R             | 3R             | 1R             |                |
| Nehodnocené televizní turnaje   |                   |                   |                   |                   |                   |                   |                   |                |                |                |                |                |
| Premier League Darts            | Nezúčastnil se    | Nezúčastnil se    | Nezúčastnil se    | Nezúčastnil se    | Nezúčastnil se    | C                 | DNP               | 5.             | DNP            | 6.             | DNP            | DNP            |
| World Cup of Darts              | Nezúčastnil se    | Nezúčastnil se    | Nezúčastnil se    | Nezúčastnil se    | SF                | QF                | SF                | 2R             | QF             | SF             | SF             | RR             |
| World Series of Darts Finals    | DNQ               | 1R                | DNQ               | QF                | 1R                | DNQ               | 1R                | F              | 2R             | QF             | 1R             |                |
| Mistrovství světa juniorů       | 3R                | 1R                | SF                | W                 | W                 | Nezúčastnil se    | Nezúčastnil se    | Nezúčastnil se | Nezúčastnil se | Nezúčastnil se | Nezúčastnil se | Nezúčastnil se |
| Statistika                      |                   |                   |                   |                   |                   |                   |                   |                |                |                |                |                |
| Pořadí v žebříčku na konci roku | —                 | 59                | 51                | 39                | 33                | 29                | 9                 | 9              | 11             | 14             | 11             |                |

| Legenda | Legenda | Legenda | Legenda        | Legenda | Legenda           | Legenda | Legenda     | Legenda | Legenda |
| ------- | ------- | ------- | -------------- | ------- | ----------------- | ------- | ----------- | ------- | ------- |
| #R      | kolo    | QF      | čtvrtfinále    | SF      | semifinále        | F       | finalista   | W       | vítěz   |
| RR      | skupina | DNP     | nezúčastnil se | DNQ     | nekvalifikoval se | NH      | nekonalo se | C       | zrušeno |

## Zakončení devíti šipkami
Seznam televizních zakončení legů devítkou, tedy nejnižším možným množstvím šipek.
| Datum              | Soupeř             | Turnaj              | Způsob                          | Ocenění |
| ------------------ | ------------------ | ------------------- | ------------------------------- | ------- |
| 14. listopadu 2018 | Stephen Bunting    | Grand Slam of Darts | 3 × T20; 3 × T20; T20, T19, D12 | £25 000 |
| 14. července 2024  | Martin Schindler   | World Matchplay     | 3 × T20; 3 × T20; T20, T19, D12 | –       |
| 1. února 2025      | Michael van Gerwen | World Masters       | 3 × T20; 3 × T20; T20, T15, D18 | –       |